# Метрологічна служба України

Рис. 1. Структурна схема Метрологічної служби України

Метрологічна служба України — одна із ланок державного управління, основними завданнями якого є здійснення комплексу заходів з метрологічного забезпечення діяльності підприємств та організацій, забезпечення єдності і метрологічної точності вимірів, підвищення ефективності виробництва і якості виготовленої продукції. Згідно із Законом про метрологію та метрологічну діяльність (стаття 11), Державна метрологі-чна служба організовує, здійснює та координує діяльність, спрямовану на забезпечення єдності вимірювань у державі, а також державний метрологічний контроль і нагляд за додержанням вимог цього Закону, інших нормативно- правових актів України та нормативних документів із метрології.

## Загальний опис
Метрологічна служба — це система спеціально уповноважених органів, діяльність яких спрямовується на забезпечення єдності вимірювань (стаття 10 ДКМУ про забезпечення єдності вимірювань).
До Державної метрологічної служби належать: відповідні підрозділи центрального апарату Держстандарту України; державні наукові метрологічні центри, що належать до сфери управління Держстандарту України; територіальні органи Держстандарту України в Автономній Республіці Крим, областях, містах Києві і Севастополі та містах обласного підпорядкування; Державна служба єдиного часу й еталонних частот; Державна служба стандартних зразків складу та властивостей речовин і матеріалів; Державна служба стандартних довідкових даних про фізичні сталі та властивості речовин і матеріалів.
Державна метрологічна служба й інші державні служби забезпечення єдності вимірів (стаття 10 Закону про метрологію та метрологічну діяльність) перебувають у веденні НОМ. До їх складу входять Державний науковий метрологічний центр та регіональні (територіальні) органи Державної метрологічної служби.
Залежно від функцій, які виконує метрологічна служба та згідно із Законом про метрологію та метрологічну діяльність (стаття 11 Закону про метрологію та метрологічну діяльність), Метрологічна служба України складається з Державної метрологічної служби та метрологічних служб центральних органів виконавчої влади, підприємств і організацій, тобто відомчої метрологічної служби. Структурну схему Метрологічної служби України наведено на рис. 1.
До Державної служби відносять Держстандарт України, Укра¬нський науково-дослідний інститут стандартизації, сертифікації та інформатики (УкрНДЮСІ), Український науково-виробничий центр стандартизації, метрології та сертифікації (УкрЦСМ), Територіальні центри Держстандарту України (ТЦДСТУ), Виробниче об'єднання «Еталон». Органи Державної метрологічної служби здійснюють державний метрологічний контроль і нагляд суб'єктів господарювання на закріплених за ними територіях. Державні наукові метрологічні центри несуть відповідальність за створення, удосконалювання, збереження і застосування національних еталонів одиниць величин, а також за розробку нормативних документів із забезпечення єдності вимірів.
До Відомчої метрологічної служби відносять службу Головного метролога відомства та метрологічні служби підприємств і організацій.
У структурі Держстандарту України нараховується: 35 центрів стандартизації, метрології та сертифікації, в тому числі 26 обласних (Укр. ЦСМ, Білоцерківський, Вінницький, Волинський, Дніпропетровський, Донецький, Житомирський, Закарпатський, Івано-Франківський, Кіровоградський, Кримський, Луганський, Львівський, Миколаївський, Одеський, Полтавський, Рівненський, Тернопільський, Харківський, Херсонський, Хмельницький, Черкаський, Чернігівський, Чернівецький), 9 міських (Горлівський, Дрогобицький, Кременчуцький, Криворізький, Маріупольський, Мелітопольський, Краматорський, Северо-польський, Червоноградський). Крім того, до складу Держстандарту України входять декілька науково-дослідних інститутів: Львівський ДНДІ «Система», Харківське науково-виробниче об'єднання «Метрологія», УкрНДІССІ; два навчальні заклади: Одеський дер¬жавний інститут вимірювальної техніки та український навчально- науковий центр у м. Києві; заводи «Еталон» (у Києві, Харкові, Донецьку, Умані, Білій Церкві); дослідні заводи «Прилад» (у Вінниці та Полтаві) і магазини стандартів (у Києві та Харкові).
Держстандарт України здійснює державне управління забезпе¬ченням єдності вимірювань в Україні й організовує проведення фундаментальних досліджень у галузі метрології, створення та функціонування еталонної бази України, проведення повірок засобів вимірювальної техніки та ін.
Рішення Держстандарту України з питань метрології є обов'язковими для виконання центральними та місцевими органами виконавчої влади, органами місцевого самоврядування, підприємствами, організаціями, громадянами — суб'єктами підприємницької діяльності та іноземними виробниками.

## Метрологічна служба відомства та підприємства
Метрологічна служба підприємства (організації) — метрологічна служба, що несе відповідальність за метрологічне забезпечення вимірювань при розробці, випробуваннях та експлуатації продукції та іншої діяльності на даному підприємстві або в організації.
Метрологічне забезпечення вимірювань — встановлення і застосування наукових і організаційних основ, технічних засобів, правил і норм, необхідних для досягнення єдності і необхідної точності вимірювань.
- До складу метрологічної служби підприємства входять:

• відділ головного метролога, який створюється на підприємстві або в організації для керівництва роботами з метрологічного забезпечення в цехах, відділах, лабораторіях, а також для безпосереднього виконання робіт з метрологічного забезпечення на підприємстві або в організації;
• метрологічні пункти в цехах, відділах і лабораторіях.
- Основні цілі метрологічної служби підприємства:

• підвищення якості продукції, ефективності управління виробництвом і рівня автоматизації виробничих процесів;
• забезпечення взаємозамінності деталей, складальних одиниць, агрегатів, створення необхідних умов для кооперування і розвитку спеціалізації;
• підвищення ефективності науково-дослідних і дослідно робіт, експериментів і випробувань;
• забезпечення достовірності обліку та підвищення ефективності використання матеріальних цінностей і енергетичних ресурсів і т. ін.
- Основні завдання метрологічної служби підприємства:

• забезпечення єдності вимірювань, при необхідної точності;
• проведення аналізу стану вимірювань;
• встановлення номенклатури вимірюваних параметрів і оптимальних норм точності вимірювань;
• виконання робіт по створенню і впровадженню сучасних методик виконання вимірювань, засобів вимірювань і контролю, встановлення раціональної номенклатури застосовуваних засобів повірки;
• виконання робіт з повірки та метрологічної атестації засобів вимірювань;
• проведення метрологічної експертизи проектів нормативної документації, конструкторської та технологічної документації;
• контроль у виробництві за станом, застосуванням і ремонтом засобів вимірювань і дотриманням метрологічних правил, норм і вимог;
• вжиття заходів щодо усунення недоліків метрологічного забезпечення, виявлених органами Держстандарту.